# Кубилинскас, Костас
Костас Кубилинскас (лит. Kostas Kubilinskas, 1923—1962) — литовский поэт, писавший для детей. Был завербован МГБ СССР в 1948 году, в качестве агента этой организации участвовал в ликвидации ячеек антисоветского сопротивления в Литве и их лидеров.

## Биография
Родился 1 июля 1923 года в деревне Руда Вилкави́шкского района. Учился в начальной школе в волостном центре Гижай, позднее в католической гимназии в Мариямполе, где вступил в католическую молодёжную организацию Ateitininkai. Во время учёбы начал преподавать во втором классе. С школьных лет писал стихи и публиковался в местной прессе. Во время немецкой оккупации в 1943 г. гимназия была закрыта и он должен был вернуться домой. Во время войны опубликовал несколько антисоветских работ. После освобождения от немецкой оккупации переехал в Вильнюс и поступил на работу в газету «Комсомольская правда». Пятрас Цвирка считал его наиболее талантливым из молодых писателей. В 1946 — 1948 годах учился в Вильнюсском университете, Вильнюсском педагогическом институте. Из-за антисоветских работ времён войны был исключён из организации молодых писателей, университета и уволен из редакции газеты. Зиму 1946 года прожил в деревне Байбяй, на родине друга, но, узнав об интересе к себе службы безопасности, вернулся в Вильнюс.

### Сотрудничество с МГБ
В 1946 году был завербован МГБ СССР , получив псевдоним «Ворон», и был направлен учителем в школу в Варену, в южную Литву.
Антисоветское подполье заинтересовалось новым учителем и предложило ему публиковаться в своей печати. Поэт согласился стать связным партизан и в то же время написал письмо Первому секретарю ЦК Коммунистической партии Литвы Антанасу Снечкусу, где попросил за свою работу на МГБ возможность вернуться в университет и продолжить карьеру писателя. Литовский историк Арвидас Анушаускас считает основным мотивом Костаса именно желание публиковаться. 7 марта 1949 года Кубилинскас вместе с другим агентом МГБ, Адольфасом Скинкисом (псевдоним «Утро») застрелил во сне Бенедиктаса Лабенаса, руководителя одной из партизанских групп. Он также выдал два бункера и примерно 10 человек, которые помогали «лесным братьям». Они были арестованы, ещё пятеро — убиты.

### Возвращение к литературе
После завершения операции против «лесных братьев» с его участием, продолжал писать стихи для детей. С 1949 по 1950 год он работал в издательстве художественной литературы, с 1950 по 1955 год работал в детском журнале «Звездочка», а с 1957 года в журнале «Дятел». Умер дома в подмосковном посёлке Матвеевка после застолья из-за отравления алкоголем. Похоронен в Вильнюсе.

## Творчество
Начал публиковаться с 1938 года. Опубликовал более дюжины сборников стихотворений в разных стилях, но наиболее известен как детский поэт. Его детские стихи имеют звучную и гармоничную форму, учитывают психологию детей и имеют познавательное содержание. Рифмованные сказки содержат много народного юмора, живую речь, яркий сюжет, изменчивые комические и драматические ситуации, характерный язык. В его авторстве есть песни, прославляющие строительство социализма. Его перу принадлежат знаменитые сатирические стихи. Переводил на литовский язык произведения Пушкина, Ершова, Маршака, Чуковского. Произведения Кубилинскаса до сих пор обязательны для изучения в школах Литвы. Он написал стихи про Стелмужский дуб. Во время Советской власти его стихи переводились на испанский, латышский, польский, русский, украинский языки.
В 2007 году его стихотворение «Волк с замороженным хвостом» было экранизировано в мультфильме «Хвост».

## Память
Вопрос о деятельности поэта на стороне Советского правительства был поднят, когда жители его родной деревни Гижай подняли вопрос о переименовании в его честь одной из улиц. В результате поднявшегося скандала от этой инициативы было решено отказаться. Тем не менее, в деревне уже имеется его статуя. Директор Вильнюсского центра документации и исследований Даля Куодите (лит. Dalia Kuodytė) заявила, что не ставит под сомнение поэтический талант Кубилинскаса. Чиновники министерства образования Литвы в 2002 году заявили, что его поэзия будет изучаться в школах, но инициатива учителей, которые будут рассказывать детям обо всех обстоятельствах жизни её автора, будет поощряться.
Брат поэта, Альбинас, сказал в интервью LNK TV: «Предатель есть предатель. Он опозорил нашу семью».

## Награды
- В 1959 году получил Государственную премию Литовской ССР

## Сочинения
Kostas Kubilinskas. Raštai. — Vilnius: Vaga, 1972—1983. — Т. 1—3.